# Sefton (Merseyside)
Sefton è un villaggio e parrocchia civile dell'Inghilterra, appartenente alla contea del Merseyside.